# Kubu
Kubu és un subdistricte (Kecamatan) de la regència (kabupaten) de Kubu Raya (abans del 2007 pertanyia a la regència de Pontiamak), a la província de Kalimantan Occidental (Borneo), al sud del delta del Grand Kapuas. La seva població el 1971 era de 16.031 habitants incloent 643 estrangers quasi tot xinesos. Un intent del govern el 1955 de dur emigrants japonesos no va reeixir.

## Història
Des del segle xviii fou un estat governat per una família àrab originària de l'Hadramaut. L'estat el va fundar el sàyyid o xerif) Idrus al-Idrus que es va establir a la desembocadura del Terentang amb alguns partidaris àrabs, buginesos i malais, vers 1770. El seu sogre el xerif Abd al-Rahman al-Kadri havia fundat el Sultanat de Pontianak. Es va formar una zona protegida per defensar-se del pirates, zona que en malai es diu "kubu", que va donar nom a l'estat. Idrus va demanar protecció a la Companyia Holandesa de les Índies Orientals que el va reconèixer com a sobirà amb títol de senyor (tuan). Un dels seus fills que va donar suport als britànics contra els holandesos, Alawi ibn Idrus, va haver d'abandonar el país el 1823 i es va establir a Sarawak on la seva família conserva encara certa influència política. El protectorat neerlandès es va establir llavors formalment el 4 de juny de 1823.
El 1910 els holandesos van formar un comitè de govern (bestuur comité) amb tres notables, cadascun amb un territori en feu i 
Sharif Abbas ibni al-Marhum Sharif Hasan 'Ali al-Idrus (Yang di-Pertuan Besar de Kubu) fou deposat el 1911. El següent sobirà Sharif Muhammad Zainal Idrus ibni al-Marhum Sharif Ismail al-Idrus (Tuan Besar de Kubu) va abdicar el 1921. Sharif Salih ibni al-Marhum Idrus al-Idrus, el següent Tuan Besar, fou deposat pels japonesos el 1943 i Sharif Hasan ibni al-Marhum Sharif Muhammad Zainal Idrus al-Idrus fou nomenat pels japonesos com a cap del comitè, i el 1946 va esdevenir president del consell de regència fins al 16 d'agost de 1949 en què fou designat cap del regne autònom, conservant el poder fins al 1958 quan el tuan fou deposat pel govern d'Indonèsia i la monarquia fou abolida.

## Bandera
La bandera de l'estat era rectangular en tres franges horitzontals: a dalt vermella, al centre blanca i sota groga.

## Llista de tuans[1]
- Sayyid Idrus bin Sayyid 'Abdu'l Rahman al-Idrus, Tuan Besar Kubu (1772 – 1795)
- Syarif Muhammad (1795 – 1829)
- Syarif Abdul Rahman (1829 – 1841)
- Syarif Ismail (1841 – 1864)
- Syarif Hasan (1864 – 1871)
- Syarif Abbas (1900 – 1911)
- Syarif Muhammad Zainal Idrus (1911 – 1921)
- Syarif Salih (1921 – 1943)
- Syarif Hasan (1943 – 1958).